# Verwaltungsgemeinschaft Diedorf
Die Verwaltungsgemeinschaft Diedorf lag im thüringischen Unstrut-Hainich-Kreis.

## Gemeinden
- Diedorf, Verwaltungssitz
- Faulungen
- Schierschwende
- Wendehausen

## Geschichte
Die Verwaltungsgemeinschaft wurde am 15. Juni 1992 gegründet. Die Auflösung erfolgte am 20. April 1995 durch den Zusammenschluss der Mitgliedsgemeinden zur neuen Gemeinde Katharinenberg einen Tag später.